# Екатеринбургская крепость
Екатеринбу́ргская кре́пость была построена одновременно с Екатеринбургским заводом в 1723 году и служила для его защиты от внешнего нападения. За свою историю претерпела ряд реконструкций, а также значительное расширение (в 1774—1778 годах). К началу XIX века утратила своё оборонительное значение и была поэтапно снесена.

## Описание «старого вала» крепости
3 марта 1723 года на выбранном месте по обоим берегам реки Исети началось возведение казарм для солдат, 12 марта была заложена Екатеринбургская крепость. В апреле того же года началось строительство плотины, в мае — доменных печей завода. Строительство крепости, ориентированной по сторонам света, велось солдатами двух батальонов Тобольского полка до августа 1723 года. Крепость представляла собой четырёхугольник о шести бастионах и четырёх полубастионах и была рассчитана на облегчённый вариант осады (без использования противником мощной артиллерии). Укрепления крепости состояли из деревянного палисада (стены из брёвен) на сваях, земляного вала высотой в сажень, рва с водой, глубиной в два аршина и шириной в две сажени, а также рогаток по всему периметру, в том числе и на акватории Городского пруда (в зимнее время). Площадь, ограниченная крепостью, составляла около 50 га, размеры крепости составляли 356 на 307 саженей.
Планировка крепости была основана на двух взаимно перпендикулярных осях — реки Исеть и заводской плотины. Территория крепости делилась рекой на две половины, за которыми исторически закрепились специализации: западная сторона стала торговой, вмещавшей также административные здания, школу и госпиталь, а восточная — церковной.
В 1726 году по приказу Г. В. де Геннина шихтмейстер М. С. Кутузов составил первый план пруда на Исети и Екатеринбургской крепости, а также карту Исетского и Мелкого озёр. План Екатеринбурга 1729 года направлялся для утверждения в Главную канцелярию артиллерии и фортификации и был согласован 16 мая 1736 года. План включал производственные цехи: две доменные печи, молотовую, плавильню, жестяную, стальную, железорезную и другие фабрики, а также хозяйственно-бытовые постройки: хлебную и пильную мельницы, кузницу, склады, сараи (рудный, плотинный, лесной), избу для сушки дров и монетный двор. Позднее на планировке появились медеплавильный цех, гранильная и механическая фабрики.
Крепость имела пять ворот: в западной стене — Красные (главные, выходили на Московскую дорогу), в северной стене — Пороховые или Зелейные (в северо-западном полубастионе на правом берегу пруда, рядом с ними был устроен пороховой погреб), в восточной стене — Исетские (выходили на Шарташскую дорогу), в южной стене — Уктусские (в юго-западном угловом бастионе, выходили на дорогу на Уктусский завод) и Мясницкие (в юго-западном полубастионе на правом берегу реки), ведущие в посад на месте будущей Купецкой слободы. Эти крепостные ворота, вместе с уходящими от них дорогами, задали направление роста городской застройки Екатеринбурга, а также дали начало некоторым улицам и проездам.

## Развитие крепости в 1724—1773 годах
В конце 1720-х годов за чертой крепости появились первые «слободы» — посёлки.
В 1735—36 годах, в период управления горного командира В. Н. Татищева, западную стену крепости выдвинули от прежней прямой линии, благодаря чему вместо одного центрального бастиона появилось два новых с Красными воротами в стене между ними, а крепость приобрела шестиугольную форму.
В феврале 1743 года по причине ветхости деревянной крепости было решено возвести взамен по её линии земляную крепость со рвом. В 1743—1746 годах деревянная крепость была полностью снесена, а вместо неё возведена земляная крепость с деревянными бастионами и полубастионами. Общая длина палисада на правом берегу Исети составила 829 саженей (1765 м), на левом берегу — 693 сажени (1476 м); высота стен — 5,5 футов (около 170 см). Крепостных ворот стало четыре: Красные (в западной стене между двух бастионов — на прежнем месте); Исетские (в восточном центральном бастионе — на прежнем месте); Уктусские (в южной стене, в 1/3 расстояния от юго-западного углового бастиона до южного полубастиона на правом берегу реки); Северные (в северной стене напротив Уктусских — в 1/3 расстояния от северо-западного углового бастиона до северного полубастиона на правом берегу пруда).
В 1759 году крепостные ворота украсили насечёнными по железу государственными гербами. К середине XVIII столетия территория Екатеринбурга за чертой Екатеринбургской крепости превысила внутри крепостное пространство.

## Новый вал
В первой половине 1770-х годов, в связи с волнениями на заводах и пугачёвщиной, возникла потребность защиты разросшихся границ Екатеринбурга новыми укреплениями. В 1774 году была начата реконструкция крепости (завершилась в 1778 году). Старые укрепления подновили, и, кроме этого, возвели новый крепостной вал, оборудованный артиллерийскими батареями и окруживший все сформировавшиеся слободы города, включая и Мельковскую, на северо-востоке города. Оборонительный вал прошёл примерно по границам следующих современных улиц: на востоке — по улице Мамина-Сибиряка, на западе — по улице Сакко и Ванцетти, на юге — по улице Куйбышева. В новой крепости имелось шесть ворот: Московские, Пышминские, Камышевские, Шарташские, Косулинские и Уктусские. Однако уже к 1785 году городская застройка выплеснулась за пределы валов новой крепости, особенно в юго-западной и южной части.
В 1790-х годах была снесена восточная (левобережная) часть крепости, а в 1800-х — западная (правобережная). В начале XIX века была запланирована, но не реализована постройка каменной крепости по линии снесённой земляной.

## В культуре
Верхняя часть щита современного герба Екатеринбурга выполнена в форме обводов стен крепости, которой город являлся в первые годы существования.

## Электронные ресурсы
- Корепанов Н. С. Крепость Екатеринбургская // Энциклопедия Екатеринбурга [Электрон. ресурс] : электронная энциклопедия. — Электрон. дан. и прогр. — Екатеринбург. : ИИиА УрО РАН, год не указан. — 1 электрон. опт. диск (CD-ROM)